# Ambassade de Guinée au Canada
L'Ambassade de Guinée au Canada est une mission diplomatique de la république de Guinée au Canada.
L'ambassade de Guinée au Canada est située à Ottawa.

## Histoire
En 1979, la Guinée et le Canada ont débuter des relations diplomatiques et cela s'est confirmés en 1982 par la signature de l’Accord général de coopération et de développement, suivi de l’ouverture de l’ambassade de Guinée au Canada en 1980 et celle du Canada en Guinée en 1982.